# Me gusta (Facebook)

Botón «Me gusta» de Facebook.

Diseño hasta 2019.

El botón me gusta (en inglés, like button) es una característica presente en el servicio de red social Facebook. Me gusta se describe como un modo para que los usuarios «den una retroalimentación positiva y se conecten con cosas que les interesan».
El botón informa a Facebook cada vez que un usuario visita una página que contiene un botón Me gusta y utiliza estos informes para compilar registros de los sitios web que visita la gente. Fue activado por primera vez el 9 de febrero de 2009.

## Uso

### En Facebook
El botón es una característica de la red social, donde los usuarios pueden gustar del contenido, de actualizaciones de estado, comentarios, fotos, enlaces compartidos por amigos y anuncios. Es también parte de la Plataforma Facebook, que permite a los sitios web participantes mostrar un botón que active la opción de compartir el contenido del sitio con los amigos. Cuando un usuario hace clic en el botón Me gusta, el contenido aparece en los feeds de noticias de los amigos del usuario. Además, el botón muestra el número de usuarios a los que les gusta cada pieza de contenido, y puede mostrar una lista total o parcial de esos usuarios. Esta característica puede aparecer de forma diferente en aplicaciones web móviles. Un botón Me gusta también permite a los propietarios de una página en Facebook ver a cuántos usuarios y cuáles de sus amigos les gusta la página. La función de gustar los comentarios de los usuarios se añadió en junio de 2010.

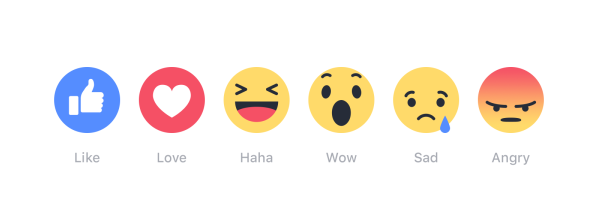
Las reacciones amplían las posibilidades más allá del Me gusta.

El 24 de febrero de 2016, Facebook añadió nuevas reacciones que incluyeron: Me gusta, Me encanta, Me divierte, Me sorprende, Me entristece, Me enoja y en 2020 el Me importa.
En ciertas ocasiones han existido otras reacciones, como "Pride" representada con un logo de la bandera LGBT o "Gracias" representado con un logo de una flor violeta.

### Como complemento
El botón Me gusta es uno de los complementos sociales para usar en sitios web fuera de Facebook, una característica que se lanzó el 21 de abril de 2010, como parte de Open Graph, una interfaz para la integración de sitios web con el grafo social de Facebook. Hablando en la conferencia de desarrolladores de Facebook, Mark Zuckerberg, dijo, "estamos construyendo una Web donde el valor predeterminado es social".
Desde entonces la característica ha sido puesta a disposición en más de 100 idiomas.
A partir de finales de 2010 en los Estados Unidos, Microsoft Bing, el motor de búsqueda identifica en los resultados aquellos enlaces que se han sido "gustados" por amigos en Facebook.

### En otras redes sociales
Rembrandt Social Media ha demandado a Facebook, alegando que el botón Me gusta viola dos de las patentes concedidas a Joannes Jozef Everardus van Der Meer en 1998. Rembrandt es propietaria de varias patentes creadas por el programador holadés Joannes Jozef Everardus van der Meer, fallecido en 2004. Estos incluyen las patentes registradas en 1998, relativa a la incipiente red social Surfbook, incluyendo, de acuerdo a documentos legales presentadas por el titular de la patente, la capacidad de los usuarios para aprobar los datos mediante un botón Me gusta. El servicio de red social Google+ utiliza un concepto similar, el botón "+1".

### En la cultura
La ONG de América Latina Un Techo Para Mi País ha utilizado un botón -al estilo Facebook- de "No me gusta" en sus campañas, como símbolo de la insatisfacción sobre la pobreza y las viviendas precarias.
El primer episodio de la tercera temporada de Black Mirror, ("Caída en picada" o "Nosedive"), muestra un mundo distópico donde el acceso a ciertos bienes o servicios viene dado por el puntaje obtenido a través de una aplicación. Se muestra un uso radicalizado del "Me gusta" como juicio hacia las acciones de los otros.

## Crítica

### Privacidad
Los "Me gusta" de Facebook pueden ser procesados automáticamente para obtener información acerca de las preferencias de un usuario de la red social.
Una demanda fue presentada en Los Ángeles en 2010, alegando que Facebook no debería permitir que los menores de edad den Me gusta a los anuncios publicitarios. Facebook dijo que el planteo judicial era "completamente carente de mérito".

### Falsos Me gusta
La cantidad de Me gusta en Facebook puede servir como una medida de interés y/o popularidad de una marca en particular, producto o persona. Una gran cantidad de Me gusta puede ser influyente en la formación de la reputación y conducir a un aumento de la exposición –como aparecer en recomendaciones o destacados–, por lo que el Me gusta tiene un valor-anuncio en sí mismo. Esto ha llevado al surgimiento de compañías especializadas en la venta de Me gusta desde cuentas falsas.  Facebook ha declarado que no está permitido comprar "Me gusta" en su plataforma de medios sociales y que existe un proceso automatizado para eliminar los Me gusta obtenidos a través de malware. En su lugar, Facebook permite a los propietarios de páginas hacer publicidad dentro de la red, para aumentar con ello su popularidad.

### Rastreo
Los botones Me gusta usados por redes sociales en sitios web se utilizan a menudo como web bugs para rastrear las actividades del usuario para publicidad dirigida, tales como segmentación por comportamiento combinado con información personalmente identificable, y pueden ser considerados una violación de seguridad del navegador, así como dentro de las preocupaciones sobre la seguridad en Internet.
En junio de 2010, la Unión Estadounidense por las Libertades Civiles, el Centro para la Democracia y la Tecnología, el Centro para la Democracia Digital, Consumer Action, Consumer Watchdog, Electronic Frontier Foundation, Electronic Privacy Information Center, Privacy Activism, Privacy Lifes, y Privacy Rights Clearinghouse, enviaron una carta abierta a Facebook pidiendo que "no se conserven los datos acerca de los visitantes a sitios de terceros que incorporen "plugins sociales" o el botón Me gusta, a menos que el visitante elija interactuar con estas herramientas."
En noviembre de 2015, el gobierno de Bélgica exigió que Facebook cese el seguimiento de personas que no estuvieran suscriptas en Facebook. La objeción fue acerca de la recogida de información personal de los visitantes a sitios web que contienen un botón Facebook, independientemente de si tienen una cuenta en esa red social.

### Sobrevaloración
De acuerdo a algunos críticos de redes sociales, se ha dado una sobrevaloración a los "me gusta" de las publicaciones en Facebook, tanto por parte de los medios de comunicación como de la audiencia en general, así como también al número de seguidores que tiene una cuenta en cualquier plataforma de este tipo, por encima de la calidad o atributos que tenga el contenido en sí.